# Aniridia

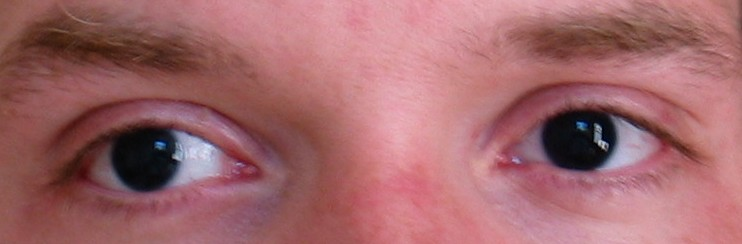
Homem sem íris em ambos olhos.

A aniridia  é uma doença rara, que consiste na falta congênita da íris do olho. Pode afetar um só olho, mas é mais frequente que afete os dois. É geralmente acompanhada de outros transtornos como: cataratas, glaucoma, estrabismo, albinismo, entre outros. Pode também existir em paralelo com outras alterações sistêmicas relacionadas com os rins e com atraso mental.

## Causas
É uma doença congênita e hereditária. Transmite-se a 50% dos descendentes de uma forma autossômica dominante. É resultado de uma delecção do gene PAX 6, localizado no cromosoma 11, p13, provocando falta de desenvolvimento no globo ocular. Pode ocorrer também por como com lesão traumática ou remoção cirúrgica devido à melanoma ocular.
Aniridia em alguns indivíduos ocorre como parte de uma síndrome, como a síndrome WAGR (nefroblastoma renal/tumor de Wilms, anomalias geniturinárias e deficiência intelectual) ou síndrome de Gillespie (associada a ataxia cerebelar).

## Tratamento
Em maio de 2018, aprovaram a venda da primeira íris sintética para uso em adultos e crianças com aniridia congênita ou defeitos da íris relacionados a outras condições. A íris artificial é um dispositivo implantado cirurgicamente feito de silicone fino, dobrável e de grau médico e é personalizado e colorido para cada paciente. A íris protética é mantida no lugar pelas estruturas anatômicas do olho ou, se necessário, por suturas.

## Tipos
- OMIM 106200
- OMIM 106210
- OMIM 106220
- OMIM 106230
- OMIM 206700